# Y Gododdin

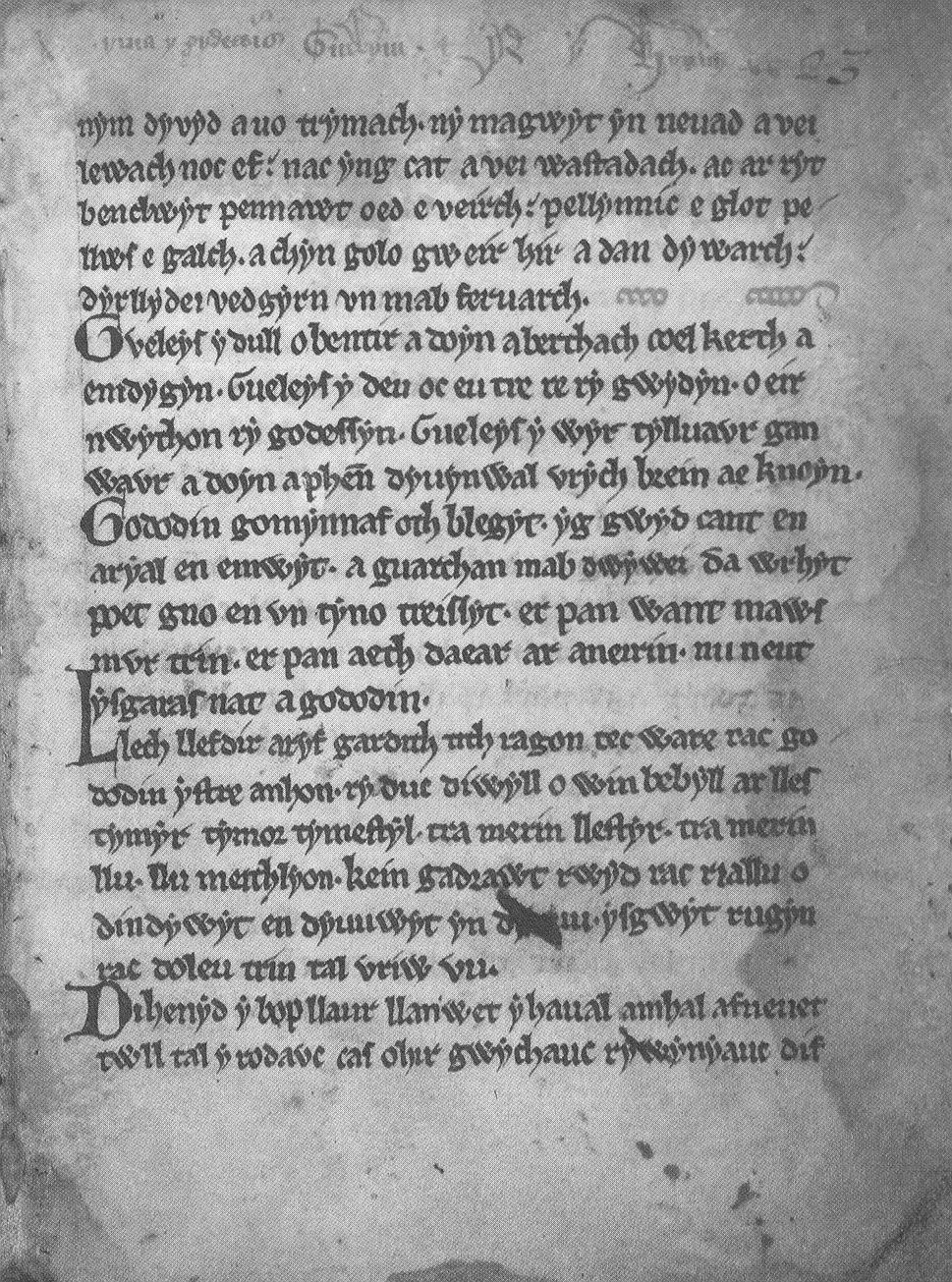
Esta página del Libro de Aneirin muestra la primera parte del texto añadido por el Escriba B.

Y Gododdin (pronunciado /ə gɔ'dɔðɪn/) es un poema galés medieval formado por una serie de elegías a los hombres del reino britano de Gododdin y sus aliados que, de acuerdo con una interpretación convencional, murieron luchando frente a los anglos de Deira y Bernicia en un lugar llamado Catraeth. El poema ha sido tradicionalmente atribuido al bardo Aneirin.
Hay cierta coincidencia entre los especialistas en el sentido de considerar que la batalla conmemorada habría tenido lugar hacia el año 600, aunque se discute la datación del poema. Algunos especialistas consideran que fue compuesto en lo que hoy es el sur de Escocia poco después de la batalla, mientras que otros creen que se originó en Gales en el siglo IX o X. Si se llegase a confirmar que la fecha se corresponde con el siglo IX, el poema se convertiría en uno de los más antiguos escritos en alguna forma de galés, y el más antiguo poema de la actual Escocia.
Gododdin, conocido en tiempos de la provincia romana de Britania como Votadini, abarcaba los territorios del actual sudeste de Escocia, parte del Hen Ogledd (Norte Antiguo). El poema cuenta cómo se juntó una fuerza de 300 guerreros escogidos, muchos de lugares tan lejanos como Pictland y Gwynedd. Tras un año de fiesta en Din Eidyn, hoy Edimburgo, atacaron Catraeth, que se considera habitualmente que es Catterick en North Yorkshire. Tras varios días de lucha contra una fuerza abrumadora, solo quedó vivo un guerrero. En otra versión 363 guerreros fueron a Catraeth y regresaron tres. El poema es similar en ethos a la poesía heroica o épica, con el énfasis puesto en la idea de que la lucha de los héroes es, en principio, por la gloria, pero no es una narración.
El poema es conocido a través de un manuscrito fechado en la segunda mitad del siglo XIII, parcialmente escrito con ortografía del Galés medio y parcialmente en Galés antiguo. Si su fecha de composición fuese finales del siglo VI habría estado entonces originalmente compuesto en idioma cúmbrico, relacionado con el galés antiguo, también llamado "neo-britón arcaico". El manuscrito contiene varias estrofas que no tienen conexión con Gododdin y que se considera que son interpolaciones. Una estrofa de Y Gododdin menciona a Arturo, lo que sería de gran importancia al constituir la referencia más antigua conocida a dicho personaje, si se pudiese demostrar que la estrofa está fechada a finales del siglo VI o comienzos del VII.

## Libro de Aneirin

### Manuscrito
Solo hay un manuscrito antiguo del Y Gododdin, el Libro de Aneirin, que se estima pertenece a la segunda mitad del siglo XIII. El punto de vista aceptado en la actualidad sobre el mismo es que este manuscrito contiene la obra de dos escribas, convencionalmente conocidos como A y B. El escriba A escribió 88 estrofas del poema, después dejó una página en blanco antes de escribir cuatro poemas relacionados conocidos como Gorchanau. Este escriba escribió el material que presenta la ortografía del galés medio. El escriba B añadió después más material, y aparentemente tuvo acceso a un manuscrito anterior ya que su material está escrito con ortografía del galés antiguo. El escriba B escribió 35 estrofas, siendo algunas de ellas variantes de estrofas también aportadas por el escriba A, mientras que otras son originales. La última estrofa está incompleta y se han perdido tres hojas del final del manuscrito, por lo que puede que falte algo de texto.
Hay también algunas diferencias dentro del propio material añadido por el escriba B. Sus primeras 23 estrofas muestran signos de modernización parcial en la ortografía, mientras que el resto muestran una mayor presencia de rasgos del galés antiguo.Jarman (1988) explica esto al sugerir que el Escriba B empezó modernizando parcialmente la ortografía al tiempo que copiaba las estrofas, pero que tras hacer eso con unas cuantas, se cansó y copió el resto como estaban en el manuscrito antiguo. Isaac sugirió que el Escriba B podría estar usando dos fuentes, llamadas B1 y B2. Si esto fuese correcto, el material del Libro de Aneirin derivaría de tres fuentes.

### El poema

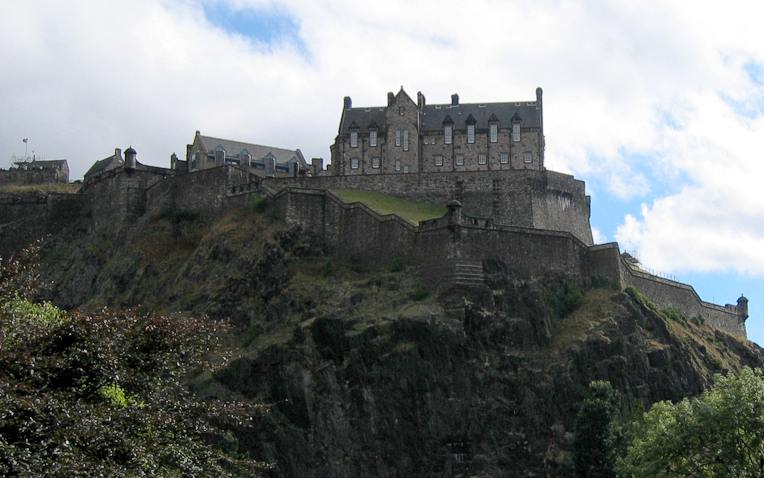
Castillo de Edimburgo visto desde Princes Street. Hacia el año 600, pudo haber sido el lugar de residencia de Mynyddog Mwynfawr, donde los guerreros hicieron una fiesta antes de dirigirse a la batalla.

Las estrofas que conforman el poema son una serie de elegías por los guerreros que cayeron en la batalla contra un enemigo muy superior. Algunos de los versos se refieren al grupo en general, mientras que otros se centran elogiosamente en héroes individuales. Cuentan cómo el rey de Gododdin, Mynyddog Mwynfawr, reunió a los guerreros de varios reinos britones y los agasajó durante un año con banquetes e hidromiel en su residencia de Din Eidyn, antes de iniciar una campaña en la que casi todos terminarían por morir al enfrentarse a un enemigo enormemente superior. Los versos tienen un número fijo de sílabas, aunque hay varias irregularidades que se pueden deber a la modernización de la lengua durante la transmisión oral. Hay rima, tanto final como interna, y algunas partes usan la aliteración. Varias estrofas se abren con las mismas palabras, como por ejemplo "Gwyr a aeth gatraeth gan wawr" ("Los hombres fueron a Catraeth al amanecer").
La colección parece haber sido compilada a partir de dos versiones diferentes: de acuerdo con varios versos, fueron 300 los hombres de Gododdin, y solo uno el que sobrevivió, Cynon fab Clytno; en otros, sin embargo, se habla de 363 guerreros y tres supervivientes, además del poeta, quien como bardo no habría sido contado probablemente como guerrero. En el poema aparecen los nombres de unos 80 guerreros.
El Libro de Aneirin comienza con la introducción Hwn yw e gododin. aneirin ae cant ("Esto es Gododdin; Aneirin lo canta"). La primera estrofa parece ser un prólogo del recitador, compuesto tras la muerte de Aneirin: 

Gododdin, gomynaf oth blegyt 
yg gwyd cant en aryal en emwyt: ... 
Er pan want maws mur trin,
er pan aeth daear ar Aneirin,
nu neut ysgaras nat a Gododin.
Gododdin, reclamo en tu nombre
En presencia de la multitud audazmente ante el tribunal: ...
Desde que el gentil, el muro de la batalla, cayó,
Desde que la tierra cubrió a Aneirin,
La poesía está ahora lejos de Gododdin.

La segunda estrofa elogia a un héroe individual:

En fuerza un hombre, un joven en años,
De tempestuoso valor,
Corceles rápidos de largas crines
Bajo los muslos de una espléndida juventud...
Más rápida que un campo de sangre
Que una boda
Más rápida que un festín de cuervos
Que un entierro,
Un querido amigo fue Ywain,
No es cierto que esté bajo un montón de piedras.
Es una triste sorpresa para mí en qué tierra
El único hijo de Marro cayó.

Otras estrofas alaban al grupo entero, por ejemplo la número 13:

Los hombres fueron a Catraeth al alba
Sus altos espíritus aliviaban su esperanza de vida
Bebieron hidromiel, dorada y dulce, embriagándose;
Durante un año los cantos fueron alegres.
Rojas sus espadas, dejaron descansar los filos
Sucios, escudos blancos y puntas de cuatro caras,
Antes de los hombres de Mynyddog Mwynfawr.

El hidromiel se menciona en muchas estrofas, a veces sugiriendo su relación con sus muertes. Esto llevó a algunos editores del siglo XIX a asumir que los guerreros fueron borrachos a la batalla, sin embargo, Williams explicó que "hidromiel" aquí se refiere a todo lo que los guerreros recibieron de su señor. Como compensación, se esperó de ellos "pagar su hidromiel" siendo leales a su señor hasta la muerte. Un concepto similar se encuentra en la poesía anglosajona. Los héroes conmemorados en el poema son guerreros a caballo, sobre los que hay muchas referencias a lo largo del poema. Hay referencias a las lanzas, espadas y escudos, y al uso de armadura (llurug, del latín lorica). Hay varias referencias que indican que eran cristianos, por ejemplo "penitencia" y "altar", mientras que el enemigo es descrito como "pagano". Varios de estos rasgos se pueden encontrar en la estrofa 33:

Los hombres fueron a Catraeth con un grito de guerra,
Rápidos corceles y armadura oscura y escudos
Las espadas en alto y las puntas de lanzas afiladas,
 Y brillantes capas de malla y espadas,
Él guio el camino, él empujó a través de los ejércitos,
Cinco compañías cayeron ante sus filos.
Rhufawn el suyo dio oro al altar,
Y una rica recompensa al juglar."

D. Simon Evans ha sugerido que muchas, si no todas, de las referencia al cristianismo podrían ser adiciones tardías: Short comenta:

Muchos de los valores en Gododdin son explícitamente paganos. Cuando, por ejemplo, leemos que un guerrero que está persiguiendo a alguien "…fue cruel; hasta que su sangre gotease…" o escuchamos que un hombre es elogiado por su crueldad, sabemos que este es un mundo en el que las virtudes cristianas de compasión y gracia son poco valoradas.

Aparecen muchos nombres propios, pero solo dos están registrados en otras fuentes. Uno de los guerreros era Cynon fab Clytno, a quien Williams identifica con el Cynon fab Clydno Eidin que se menciona en antiguas genealogías. El otro nombre propio registrado en otras fuentes es Arthur. Si la mención de Arthur formaba parte del poema original podría constituir la más antigua referencia al Rey Arturo, como parangón del valor. En la estrofa 99, el poeta elogia a uno de los guerreros, Gwawrddur:

Él alimentó cuervos negros en la muralla de una fortaleza 
 Aunque él no era Arturo
Entre los poderosos de la batalla
En primera fila, Gwawrddur era una palizada

Muchos de los guerreros no eran de las tierras de Gododdin. Entre los lugares mencionados están Aeron, que se cree que era el área alrededor del Río Ayr y Elfed, el área alrededor de Leeds todavía llamada Elmet. Otros venían de lugares más lejanos, por ejemplo uno venía de "más allá de Bannog", una referencia a las montañas entre Stirling (que podría haber sido el territorio Manaw Gododdin) y Dumbarton (fuerte principal del Reino de Strathclyde britón)  – este guerrero debió venir de Pictland. Otros venían de Gwynedd en el norte de Gales.

### Interpolaciones
Tres de las estrofas incluidas en el manuscrito no tienen conexión con el tema de las demás, excepto en el sentido de que también están asociadas con el sur de Escocia o el norte de Inglaterra antes que con Gales. Una de ellas es una estrofa que celebra la victoria de los britones del Reino de Strathclyde bajo Eugenio I de Alt Clut, aquí descrito como "nieto de Neithon", sobre Domnall Brecc ("Dyfnwal Frych" en galés), rey de Dál Riata, en la Batalla de Strathcarron en 642:

Yo vi un ejército que venía de Kintyre
que se dirigía como sacrificio a un holocausto.
Yo vi un segundo ejército que había llegado desde su poblado,
que había sido movilizado por el nieto de Neithon.
Yo vi miles de hombres que vinieron al amanecer.
Y fue la cabeza de Domnall Brecc la que los cuervos royeron."

Otra estrofa parece ser parte de un ciclo de poemas asociado con Llywarch Hen. La tercera interpolación es un poema titulado "La bata de Dinogad", una canción de cuna dedicada a un niño llamado Dinogad, en la que se describe cómo su padre va a cazar y pescar. Se cree que las interpolaciones habían sido añadidas al poema después de que este fuese escrito, primero habrían sido escritas donde hubiese un espacio en el manuscrito y después habrían sido incorporadas al poema por un copista posterior que no advirtió que no pertenecían al mismo. La estrofa Strathcarron, por ejemplo, es la primera estrofa en el texto B del Libro de Aneirin, y Jackson sugirió que había sido probablemente insertada en un espacio en blanco al comienzo de la primera página del manuscrito original. De acuerdo con la reconstrucción de Koch, esta estrofa fue deliberadamente añadida al texto en Strathclyde.

## Análisis e interpretación

### Datación
La datación de Y Gododdin ha sido objeto de debate entre los especialistas desde comienzos del siglo XIX. Si el poema fue compuesto inmediatamente después de la batalla, su fecha podría ser anterior al 638, cuando la caída de Din Eidyn fue registrada en el reino del rey Oswy de Bernicia, un hecho que se cree que significaría el colapso del reino de Gododdin. Si se tratase de una composición más tardía, la fecha que se le podría adscribir estaría determinada por la ortografía de la segunda parte del texto del Escriba B. Se considera que la misma pertenece a los siglos IX o X, aunque algunos expertos consideran que podría ser incluso del siglo XI.
Muchos de los debates en relación con la fecha del poema han utilizado argumentos lingüísticos. Kenneth Jackson concluye que la mayoría de los cambios que tranformaron el británico en el galés antiguo se dieron en el periodo que va de mediados del siglo V a finales del siglo VI. Entre ellos, destacan la síncopa y la pérdida de las sílabas finales. Sweetser da el ejemplo del nombre Cynfelyn que se puede encontrar en el Gododdin; en británico la forma sería Cunobelinos. La vocal átona o y el final átono os se habrían, por tanto, perdido. Williams (1938) establece los fundamentos del estudio moderno del poema, consideró que parte del mismo podría considerarse originado hacia finales del siglo VI. Este habría sido transmitido de forma oral durante un tiempo antes de ser puesto por escrito. Dillon pone en duda la fecha de composición, arguyendo que es poco probable que hacia finales del siglo VI el galés primitivo se hubiese convertido ya en un idioma, algo que no habría ocurrido mucho antes del siglo IX. Sugiere que el poema pudo haber sido compuesto en el siglo IX con temas tradicionales y atribuido a Aneirin. Jackson, sin embargo, considera que no hay sustancia real en estos argumentos, y apunta a que el poema habría sido transmitido oralmente durante un largo período anterior a su puesta por escrito, etapa en la que habría sido modernizado por los recitadores, y que en ningún caso hay nada en el lenguaje utilizado que pueda justificar una datación que no sea, aproximadamente, la del año 600. Koch sugiere una fecha un poco anterior, sobre el 570, y sugiere también que el poema pudo haber existido en forma escrita hacia el siglo VII, mucho antes de lo que habitualmente se cree. Koch, al revisar en 1997 los argumentos sobre la datación del poema, señaló que la posibilidad de una falsificación total, que implicaría la imposición anacrónica de un concepto literario moderno a una primitiva tradición galesa, hacía tiempo que no era un argumento serio. Las pocas alternativas van, según él, de un corpus Gododdin que sería, principalmente, una creación literaria de la Gales medieval basado en un pequeño conjunto de tradiciones del antiguo norte britón, a un corpus que en su mayor parte es recuperable como un texto realmente compuesto es ese primitivo lugar y tiempo.
El mismo Koch cree que una parte considerable del poema puede ser fechado en el siglo VI. Greene, en 1971, consideró que la lengua del poema era del siglo IX antes que del VI, e Isaac, en 1999, afirmó que la evidencia lingüística no permite datar el poema en su conjunto como anterior al siglo IX o X.
Otra aproximación al problema de la datación del poema ha sido verlo desde un punto de vista histórico. Charles-Edwards concluyó en 1978 que los argumentos históricos sugerían que el poema era la obra auténtica de Aneirin, y que se podía establecer la naturaleza esencial del mismo a partir de las dos versiones que habían sobrevivido, pero que no se podía, excepto en determinadas circunstancias, establecer el texto original.